# XTOエネルギー
XTOエネルギー（XTO Energy Inc.）は、テキサス州の石油ガス企業。1985年に創設。